# Епископы вильнюсские

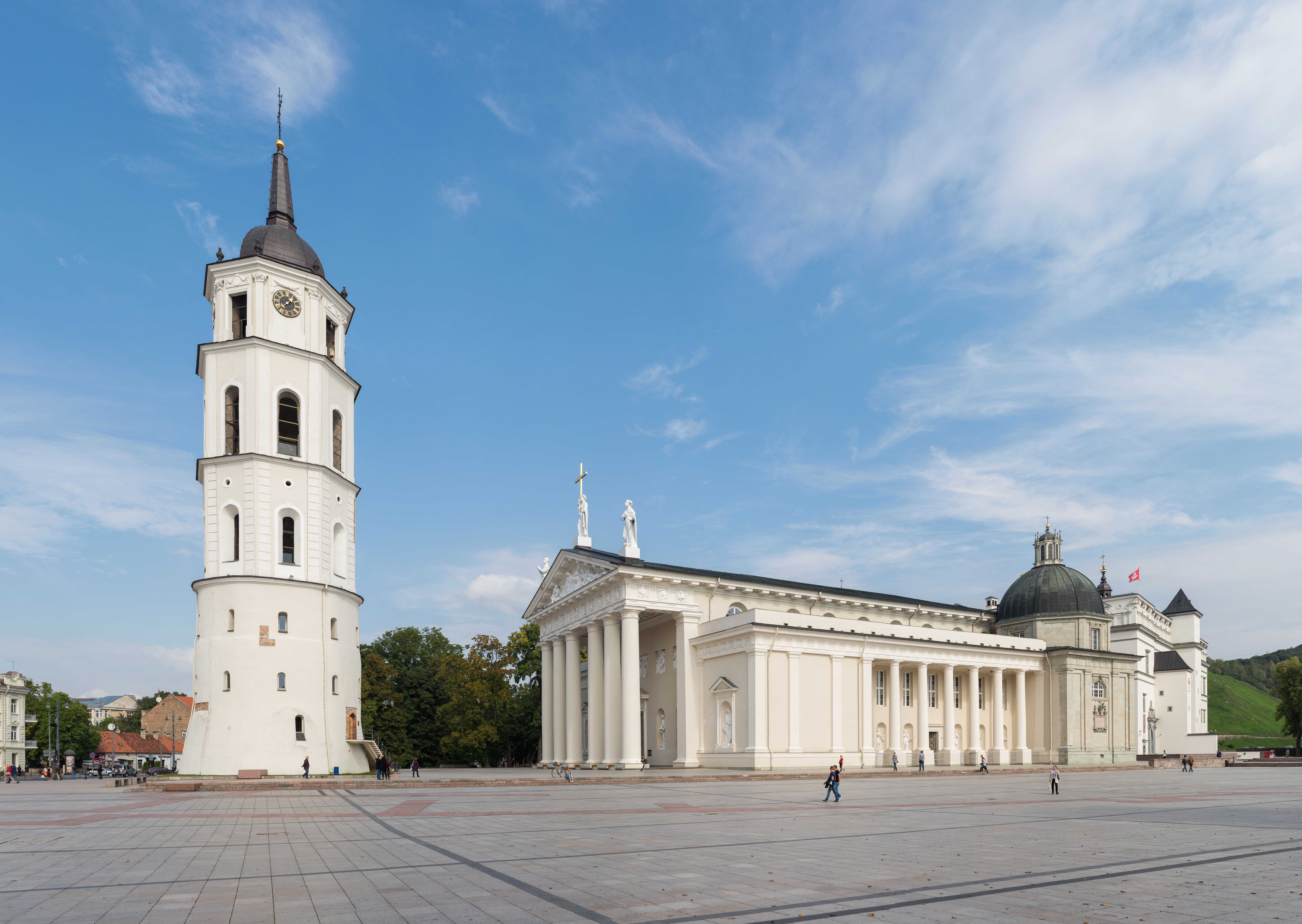
Вильнюсский собор, центральный в архиепархии

Епископы вильнюсские назначались с 1388 по 1925 годы, в дальнейшем в епархия стала архиепархией.
| Епископы виленские                | Епископы виленские              | Епископы виленские                                   |
| --------------------------------- | ------------------------------- | ---------------------------------------------------- |
| 1388-14 ноября 1398               | Андрей Васило                   |                                                      |
| 5 мая 1399-7 февраля 1407         | Якуб Плихта                     |                                                      |
| Январь 1408—1414                  | Николай Гажковский (Барковский) |                                                      |
| 15 февраля 1415-22 декабря 1421   | Пётр з Кустыня                  |                                                      |
| 4 мая 1422-9 мая 1453             | Матей с Вильны                  |                                                      |
| 17 октября 1453-29 сентября 1467  | Николай Дзежкович               |                                                      |
| 4 мая 1468—1481                   | Ян Ласович                      |                                                      |
| 27 августа 1481—1491              | Андрей Гаскович                 |                                                      |
| 1 апреля 1492-27 марта 1507       | Войцех Табор                    |                                                      |
| 10 сентября 1507-19 апреля 1519   | Войцех Радзивилл                |                                                      |
| 23 сентября 1519-15 марта 1536    | Ян «княжич литовский»           |                                                      |
| 15 марта 1536-4 сентября 1555     | Павел Гольшанский               |                                                      |
| 10 апреля 1556-31 декабря 1579    | Валериян Протасевич             |                                                      |
| 31 декабря 1579-9 августа 1591    | Юрий Радзивилл                  |                                                      |
| 31 июля 1600-22 октября 1615      | Бенедикт Война                  |                                                      |
| 18 мая 1616-19 января 1630        | Евстафий Волович                |                                                      |
| 24 марта 1631-14 апреля 1649      | Абрагам Война                   |                                                      |
| 9 декабря 1649-17 января 1656     | Юрий Тышкевич                   |                                                      |
| 16 октября 1656-9 марта 1661      | Ян Кароль Давгяла Завиша        |                                                      |
| 21 ноября 1661-17 мая 1665        | Ежи Бяллозор                    |                                                      |
| 18 июля 1667-22 мая 1671          | Александр Казимир Сапега        |                                                      |
| 22 мая 1672-8 мая 1684            | Николай Стефан Пац              | фактически до 1682                                   |
| 9 апреля 1685-30 ноября 1686      | Александр Котович               |                                                      |
| 24 ноября 1687-24 октября 1722    | Константин Казимир Бжостовский  |                                                      |
| 24 октября 1722-18 января 1723    | Мацей Юзаф Анцута               |                                                      |
| 11 сентября 1724-19 февраля 1729  | Кароль Пётр Панцажинский        |                                                      |
| 2 октября 1730-23 января 1762     | Михал Ян Зенкович               |                                                      |
| 29 марта 1762-28 июня 1794        | Игнацы Якуб Масальский          |                                                      |
| 9 августа 1798-26 августа 1808    | Ян Непомуцен Коссаковский       |                                                      |
| 24 сентября 1814 — 5 августа 1815 | Иероним Стройновский            |                                                      |
| 1816—1826                         | Станислав Богуш-Сестренцевич    | администратор, архиепископ могилёвский               |
| 14 декабря 1840 — 27 декабря 1841 | Андрей Бенедикт Клонгевич       | администратор до 1828                                |
| 1842—1846                         | Ян Цивинский                    | администратор                                        |
| 3 июля 1848 — 27 октября 1856     | Вацлав Жилиньский               | администратор 1847 и 1857—1858                       |
| 27 сентября 1858 — 15 марта 1883  | Адам Станислав Красинский       |                                                      |
| 1863—1866                         | Юзеф Бовкевич                   | администратор                                        |
| 1867—1882                         | Пётр Жилинский                  | администратор                                        |
| 15 марта 1883 — 30 декабря 1889   | Кароль Гриневецкий              |                                                      |
| 1886—1889 и 1895—1897             | Людвик Жданович                 | администратор                                        |
| 30 декабря 1889 — 10 июня 1895    | Антоний Франциск Авдевич        |                                                      |
| 21 июля 1897 — 2 сентября 1902    | Стефан Александр Зверович       |                                                      |
| 9 ноября 1903 — 25 июля 1917      | Эдвард фон Роп                  |                                                      |
| 1908—1917                         | Казимир Николай Михалькевич     | администратор                                        |
| 23 октября 1918 — 14 июля 1925    | Юрий Матулевич                  |                                                      |
| Архиепископы-митрополиты          |                                 |                                                      |
| 14 декабря 1925 — 17 февраля 1926 | Ян Цепляк                       | номинально, умер до вступления в должность           |
| 24 июня 1926 — 19 июня 1955       | Ромуальд Ялбжиковский           | у 1942—1944 заключенный немцами, от 1945 в Белостоке |
| 7 февраля 1989 — 18 июня 1991     | Юлийонас Степонавичюс           |                                                      |
| 24 сентября 1991 — 5 апреля 2013  | Аудрис Юозас Бачкис             | кардинал                                             |
| 23 апреля 2013 — настоящее время  | Гинтарас Линас Грушас           |                                                      |